# ロバート・チャールズ・ウィルスン
ロバート・チャールズ・ウィルスン（Robert Charles Wilson、1953年 - ）は、カナダのSF小説家。

## 経歴
ウィルスンはアメリカ合衆国カリフォルニア州で生まれ、オンタリオ州トロント近くで育った。1970年代初めをカリフォルニア州ウィッティアーで過ごしたことを除いてはカナダで生活を送り、2007年にカナダ市民となった。一時ナナイモに居を構え、またバンクーバーにも住んでいた。現在は妻Sharryと、トロントの真北にあるコンコードに住んでいる。PaulとDevonという2人の息子がいる。
初の作品は1975年2月『アナログ』誌に掲載され、この時の筆名はBob Chuck Wilsonであった。
ウィルスンは繊細かつ微妙な人物描写とハードSFを巧みで周到に結合させ、その結果しばしば『ニューヨーク・タイムズ』紙のNotable Books of the Yearに選ばれている。
スティーヴン・キングはウィルスンを「もっとも優れたサイエンス・フィクション作家」だと述べた。
ウィルスンのエージェントはShawna McCarthyであり、最近の作品のほとんどはTor Books社のTeresa Nielsen Haydenが編集している。
ヒューゴー賞受賞作『時間封鎖』は初の三部作であり、『無限記憶』へと続き『連環宇宙』で完結した。2015年、この三部作を原作としたテレビドラマシリーズ製作が発表された。
中編 Julian: A Christmas Story （2006年）は2007年に出版され、ヒューゴー賞最終候補作となった。そして長編化された Julian Comstock: A Story of the 22nd Century が2009年に出版された。
2007年に日本で開催されたワールドコンnippon2007に来日した。

## 受賞歴
- Mysterium - 1994年フィリップ・K・ディック賞受賞
- 「ペルセウス座流星群」("The Perseids") - 1996年オーロラ賞短編小説部門受賞
- Darwinia - 1999年オーロラ賞長編小説部門受賞
- 『クロノリス―時の碑―』 - 2002年ジョン・W・キャンベル記念賞受賞
- Blind Lake - 2004年オーロラ賞長編小説部門受賞
- 『時間封鎖』 - 2006年ヒューゴー賞 長編小説部門受賞、2009年星雲賞海外長篇部門受賞、イスラエルのen:Geffen AwardベストSF翻訳小説部門受賞

## 作品

### 長編
- A Hidden Place (1986)
- Memory Wire (1987)
- 『世界の秘密の扉』(Gypsies, 1989)、創元SF文庫
- The Divide (1990)
- 『時に架ける橋』(A Bridge of Years, 1991)、創元SF文庫
- The Harvest（英語版）(1992)
- Mysterium (1994)
- Darwinia（英語版）(1998)
- Bios（英語版）(1999)
- クロノリス─時の碑─（英語版）(2001)、創元SF文庫
- Blind Lake（英語版）(2003)
- 《時間封鎖》三部作
  - 時間封鎖（英語版）(2005)、創元SF文庫
  - 無限記憶（英語版）(2007)、創元SF文庫
  - 連環宇宙（英語版）(2011)、創元SF文庫
- Julian Comstock: A Story of the 22nd Century (2009)
- 『楽園炎上』(Burning Paradise, 2013)、創元SF文庫
- The Affinities (2015)
- Last Year  (2016)

### 短編集
- 『ペルセウス座流星群』(the Perseids and Other Stories, 2000)、創元SF文庫